# 内裏儀式
内裏儀式（だいりぎしき）とは、平安時代前期に編纂された儀式。全1巻。

## 概要
平安時代後期に作成された『本朝法家文書目録』には、全1巻29項目が記されているが、現存本には全14項目しかなく、しかも目録に記載されているものと同じ項目は5つのみである。むしろ、同じ時代に編纂された『内裏式』と現存本の比較の方が10項目共通している。更に平安時代中期以後の儀式書には『目録』・現存本のいずれにも記されていない項目からの引用例もある。更に現存本には弘仁9年（818年）の宮中の殿舎や宮門の大幅な改名以前の名称が用いられている記述と寛平2年（890年）に初めて行われたとされる四方拝の記述が存在している。
そのため、その評価はまちまちで、弘仁年間に『内裏式』に先だって編纂され、『内裏式』編纂の資料として用いられたもしくは『内裏式』自体が『内裏儀式』の補闕であるとする見方がある一方で、『内裏式』の不備を補うために寛平期以後に作成されたとする考え方も存在している。また、後世の儀式書や有職故実書には、『内裏式』と『内裏儀式』の区別が付けられていない例もあり、両者の関係を明確にするには至っていない。